# لیونل لتیزی
لیونل لتیزی (فرانسوی: Lionel Letizi‎؛ زادهٔ ۲۸ مهٔ ۱۹۷۳) بازیکن سابق فوتبال اهل فرانسه است.
از باشگاه‌هایی که در آن بازی کرده‌است می‌توان به باشگاه فوتبال متس، باشگاه فوتبال رنجرز، باشگاه فوتبال نیس، باشگاه فوتبال پاری سن ژرمن، و باشگاه فوتبال نیس اشاره کرد.
وی همچنین در تیم ملی فوتبال فرانسه بازی کرده‌است.